# Campeonatos femininos do Circuito Mundial de Surf WSL
Os principais campeonatos mundiais femininos organizados pela liga profissional de surfe - WSL (World Surf League) são: a divisão de elite WCT - World Championship Tour, a divisão de acesso WQS (World Qualification Series), a divisão júnior WJC (World Junior Championship) e a divisão longboard WLT (World Longboard Tour).
A WSL   é o novo nome da empresa ASP adquirida pela ZoSea, apoiado por Paul Speaker, Terry Hardy, e Dirk Ziff. Ela era conhecida como a Associação de Surfistas Profissionais (Association of Surfing Professionals), de 1983 a 2014. No início da temporada 2015, a ASP mudou seu nome para World Surf League (WSL).

## História
WCT significa "World Championship Tour", mas também é chamado de "Circuito Mundial" ou "Divisão de Elite Mundial". Ele começou em 1992, quando a ASP (Associação dos Surfistas Profissionais) decidiu dividir o Circuito Mundial em duas divisões (WCT/WQS). A havaiana Margo Oberg foi a primeira a vencer um Circuito Mundial, quando este já era unificado, em 1977.
| 2024                                  | Caitlin Simmers (USA)   | 52,930   |
| 2023                                  | Caroline Marks (USA)    | 59,870   |
| 2022                                  | Stephanie Gilmore (AUS) | 46,370   |
| 2021                                  | Carissa Moore (Havaí)   | 37,770   |
| 2020                                  | –                       | –        |
| 2019                                  | Carissa Moore (Havaí)   | 59,940   |
| 2018                                  | Stephanie Gilmore (AUS) | 62,515   |
| 2017                                  | Tyler Wright (AUS)      | 54,400   |
| 2016                                  | Tyler Wright (AUS)      | 72,500   |
| 2015                                  | Carissa Moore (Havaí)   | 66,200   |
| 2014                                  | Stephanie Gilmore (AUS) | 64,200   |
| 2013                                  | Carissa Moore (Havaí)   | 59,500   |
| 2012                                  | Stephanie Gilmore (AUS) | 48,400   |
| 2011                                  | Carissa Moore (Havaí)   | 55,000   |
| 2010                                  | Stephanie Gilmore (AUS) | 7,284    |
| 2009                                  | Stephanie Gilmore (AUS) | 6,169    |
| 2008                                  | Stephanie Gilmore (AUS) | 7,188    |
| 2007                                  | Stephanie Gilmore (AUS) | 6,708    |
| 2006                                  | Layne Beachley (AUS)    | 6,374    |
| 2005                                  | Chelsea Georgeson (AUS) | 7,080    |
| 2004                                  | Sofia Mulanovich (PER)  | 5,484    |
| 2003                                  | Layne Beachley (AUS)    | 3,696    |
| 2002                                  | Layne Beachley (AUS)    | 3,200    |
| 2001                                  | Layne Beachley (AUS)    | 1,760    |
| 2000                                  | Layne Beachley (AUS)    | 5,730    |
| 1999                                  | Layne Beachley (AUS)    | 8,080    |
| 1998                                  | Layne Beachley (AUS)    | 7,920    |
| 1997                                  | Lisa Andersen (USA)     | 8,520    |
| 1996                                  | Lisa Andersen (USA)     | 12,750   |
| 1995                                  | Lisa Andersen (USA)     | 12,920   |
| 1994                                  | Lisa Andersen (USA)     | 7,650    |
| 1993                                  | Pauline Menczer (AUS)   | 7,080    |
| 1992                                  | Wendy Botha (AUS)       | 10,205   |
| 1991                                  | Wendy Botha (AUS)       | 7,424    |
| 1990                                  | Pam Burridge (AUS)      | 14,440   |
| 1989                                  | Wendy Botha (AUS)       | 14,380   |
| 1988                                  | Freida Zamba (USA)      | 7,960    |
| 1987/88                               | Wendy Botha (RSA)       | 8,220    |
| 1986/87                               | Freida Zamba (USA)      | 9,230    |
| 1985/86                               | Freida Zamba (USA)      | 5,320    |
| 1984/85                               | Freida Zamba (USA)      | 3,400    |
| 1983/84                               | Kim Mearig (USA)        | 3,125    |
| IPS World Circuit                     |                         |          |
| 1982                                  | Debbie Beacham (USA)    | 3,059.14 |
| 1981                                  | Margo Oberg (Havaí)     | 3,850    |
| 1980                                  | Margo Oberg (Havaí)     | 2,000    |
| 1979                                  | Lynn Boyer (Havaí)      | 3,722.50 |
| 1978                                  | Lynn Boyer (Havaí)      | 3,986.14 |
| 1977                                  | Margo Oberg (Havaí)     | 4,850    |
| ISF World Surfing Championships       |                         |          |
| 1972 - San Diego, USA                 | Sharon Webber (USA)     | –        |
| 1970 - Torquay / Lorne / Johanna, AUS | Sharon Webber (USA)     | –        |
| 1968 - Rincon, Puerto Rico, PR        | Margo Godfrey (USA)     | –        |
| 1966 - San Diego, USA                 | Joyce Hoffman (USA)     | –        |
| 1965 - Punta Rocas, Peru              | Joyce Hoffman (USA)     | –        |
| 1964 - Manly, AUS                     | Phyllis O'Donnell (AUS) | –        |

| Títulos | Surfista          | País           |
| ------- | ----------------- | -------------- |
| 8       | Stephanie Gilmore | Austrália      |
| 7       | Layne Beachley    | Austrália      |
| 5       | Carissa Moore     | Havaí          |
| 4       | Freida Zamba      | Estados Unidos |
| 4       | Wendy Botha       | Austrália      |
| 4       | Lisa Andersen     | Estados Unidos |
| 3       | Margo Oberg       | Havaí          |
| 2       | Tyler Wright      | Austrália      |
| 2       | Joyce Hoffman     | Estados Unidos |
| 2       | Sharon Webber     | Estados Unidos |
| 2       | Lynn Boyer        | Havaí          |
| 1       | Phyllis O'Donnell | Austrália      |
| 1       | Margo Godfrey     | Estados Unidos |
| 1       | Debbie Beacham    | Estados Unidos |
| 1       | Kim Mearig        | Estados Unidos |
| 1       | Pam Burridge      | Austrália      |
| 1       | Pauline Menczer   | Austrália      |
| 1       | Sofia Mulanovich  | Peru           |
| 1       | Chelsea Georgeson | Austrália      |
| 1       | Caroline Marks    | Estados Unidos |
| 1       | Caitlin Simmers   | Estados Unidos |

| País           | Títulos |
| -------------- | ------- |
| Austrália      | 24      |
| Estados Unidos | 17      |
| Havaí [i]      | 10      |
| Peru           | 1       |
| África do Sul  | 1       |

| Continentes      | Títulos |
| ---------------- | ------- |
| América do Norte | 27      |
| Oceania          | 24      |
| América do Sul   | 1       |
| África           | 1       |

## Campeãs do WQS (World Qualification Series) - Divisão de acesso
| Ano  | Nome                | País           |
| ---- | ------------------- | -------------- |
| 1997 | Rochelle Ballard    | Havaí [i]      |
| 1998 | Serena Brooke       | Austrália      |
| 1999 | Melanie Redman-Carr | Austrália      |
| 2000 | Maria Tavares       | Brasil         |
| 2001 | Jacqueline Silva    | Brasil         |
| 2002 | Pauline Menczer     | Austrália      |
| 2003 | Melanie Bartels     | Havaí [i]      |
| 2004 | Chelsea Georgeson   | Austrália      |
| 2005 | Rebecca Woods       | Austrália      |
| 2006 | Jessi Miley-Dyer    | Austrália      |
| 2007 | Jacqueline Silva    | Brasil         |
| 2008 | Sally Fitzgibbons   | Austrália      |
| 2009 | Coco Ho             | Havaí [i]      |
| 2010 | Sally Fitzgibbons   | Austrália      |
| 2011 | Courtney Conlogue   | Estados Unidos |
| 2012 | Sage Erickson       | Estados Unidos |
| 2013 | Malia Manuel        | Havaí [i]      |
| 2014 | Silvana Lima        | Brasil         |
| 2015 | Tatiana Weston-Webb | Havaí [i]      |
| 2016 | Silvana Lima        | Brasil         |
| 2017 | Johanne Defay       | França         |
| 2018 | Caroline Marks      | Estados Unidos |
| 2019 | Isabella Nichols    | Austrália      |

| Títulos | Surfista            | País           |
| ------- | ------------------- | -------------- |
| 2       | Silvana Lima        | Brasil         |
| 2       | Jacqueline Silva    | Brasil         |
| 2       | Sally Fitzgibbons   | Austrália      |
| 1       | Rochelle Ballard    | Havaí [i]      |
| 1       | Serena Brooke       | Austrália      |
| 1       | Melanie Redman-Carr | Austrália      |
| 1       | Maria Tavares       | Brasil         |
| 1       | Pauline Menczer     | Austrália      |
| 1       | Melanie Bartels     | Havaí [i]      |
| 1       | Chelsea Georgeson   | Austrália      |
| 1       | Rebecca Woods       | Austrália      |
| 1       | Jessi Miley-Dyer    | Austrália      |
| 1       | Coco Ho             | Havaí [i]      |
| 1       | Courtney Conlogue   | Estados Unidos |
| 1       | Sage Erickson       | Estados Unidos |
| 1       | Malia Manuel        | Havaí [i]      |
| 1       | Tatiana Weston-Webb | Havaí [i]      |
| 1       | Johanne Defay       | França         |
| 1       | Caroline Marks      | Estados Unidos |
| 1       | Isabella Nichols    | Austrália      |

| País           | Títulos |
| -------------- | ------- |
| Austrália      | 9       |
| Brasil         | 5       |
| Havaí [i]      | 5       |
| Estados Unidos | 3       |
| França         | 1       |

| Continentes      | Títulos |
| ---------------- | ------- |
| Oceania          | 9       |
| América do Norte | 8       |
| América do Sul   | 5       |
| Europa           | 1       |

## Campeãs do WJC (World Junior Championship)
| Ano  | Nome              | País               |
| ---- | ----------------- | ------------------ |
| 2005 | Jessi Miley-Dyer  | Austrália          |
| 2006 | Nicola Atherton   | Austrália          |
| 2007 | Sally Fitzgibbons | Austrália          |
| 2008 | Pauline Ado       | França             |
| 2009 | Laura Enever      | Austrália          |
| 2010 | Alizee Arnaud     | França             |
| 2011 | Leila Hurst       | Havaí              |
| 2012 | Nikki Van Dijk    | Austrália          |
| 2013 | Ella Williams     | Nova Zelândia      |
| 2014 | Mahina Maeda      | Havaí              |
| 2015 | Isabella Nichols  | Austrália          |
| 2016 | Macy Callaghan    | Austrália          |
| 2017 | Vahine Fierro     | Polinésia Francesa |
| 2018 | Kirra Pinkerton   | Estados Unidos     |
| 2019 | Amuro Tsuzuki     | Japão              |
| 2020 | –                 | –                  |
| 2021 | –                 | –                  |
| 2022 | Francisca Veselko | Portugal           |
| 2023 | Sierra Kerr       | Austrália          |
| 2024 | Luana Silva       | Brasil             |

| Títulos | Surfista          | País               |
| ------- | ----------------- | ------------------ |
| 1       | Jessi Miley-Dyer  | Austrália          |
| 1       | Nicola Atherton   | Austrália          |
| 1       | Sally Fitzgibbons | Austrália          |
| 1       | Pauline Ado       | França             |
| 1       | Laura Enever      | Austrália          |
| 1       | Alizee Arnaud     | França             |
| 1       | Leila Hurst       | Havaí              |
| 1       | Nikki Van Dijk    | Austrália          |
| 1       | Ella Williams     | Nova Zelândia      |
| 1       | Mahina Maeda      | Havaí              |
| 1       | Isabella Nichols  | Austrália          |
| 1       | Macy Callaghan    | Austrália          |
| 1       | Vahine Fierro     | Polinésia Francesa |
| 1       | Kirra Pinkerton   | Estados Unidos     |
| 1       | Amuro Tsuzuki     | Japão              |
| 1       | Francisca Veselko | Portugal           |
| 1       | Sierra Kerr       | Austrália          |
| 1       | Luana Silva       | Brasil             |

| País               | Títulos |
| ------------------ | ------- |
| Austrália          | 8       |
| França             | 2       |
| Havaí [i]          | 2       |
| Nova Zelândia      | 1       |
| Polinésia Francesa | 1       |
| Estados Unidos     | 1       |
| Japão              | 1       |
| Portugal           | 1       |
| Brasil             | 1       |

| Continentes      | Títulos |
| ---------------- | ------- |
| Oceania          | 10      |
| América do Norte | 3       |
| Europa           | 3       |
| Ásia             | 1       |
| América do Sul   | 1       |

## Campeãs do WLT (World Longboard Tour)
| Ano  | Nome               | País           |
| ---- | ------------------ | -------------- |
| 1999 | Daize Shayne       | Estados Unidos |
| 2000 | Cori Schumacher    | Estados Unidos |
| 2001 | Cori Schumacher    | Estados Unidos |
| 2002 | Kim Hanrock        | Estados Unidos |
| 2003 | Daize Shayne       | Estados Unidos |
| 2004 | Summer Romero      | Estados Unidos |
| 2005 | Kristy Murphy      | Estados Unidos |
| 2006 | Schuyler McFerran  | Estados Unidos |
| 2007 | Jennifer Smith     | Estados Unidos |
| 2008 | Joy Monahan        | Hawaí          |
| 2009 | Jennifer Smith     | Estados Unidos |
| 2010 | Cori Schumacher    | Estados Unidos |
| 2011 | Lindsay Steinriede | Estados Unidos |
| 2012 | Kelia Moniz        | Hawaí          |
| 2013 | Kelia Moniz        | Hawaí          |
| 2014 | Chelsea Williams   | Austrália      |
| 2015 | Rachael Tilly      | Estados Unidos |
| 2016 | Tory Gilkerson     | Estados Unidos |
| 2017 | Honolua Blomfield  | Hawaí          |
| 2018 | Soleil Errico      | Estados Unidos |
| 2019 | Honolua Blomfield  | Hawaí          |
| 2020 | –                  | –              |
| 2021 | Honolua Blomfield  | Hawaí          |
| 2022 | Soleil Errico      | Estados Unidos |
| 2023 | Soleil Errico      | Estados Unidos |
| 2024 | Rachael Tilly      | Estados Unidos |

| Títulos | Surfista           | País           |
| ------- | ------------------ | -------------- |
| 3       | Cori Schumacher    | Estados Unidos |
| 3       | Honolua Blomfield  | Hawaí          |
| 3       | Soleil Errico      | Estados Unidos |
| 2       | Daize Shayne       | Estados Unidos |
| 2       | Jennifer Smith     | Estados Unidos |
| 2       | Kelia Moniz        | Hawaí          |
| 2       | Rachael Tilly      | Estados Unidos |
| 1       | Kim Hanrock        | Estados Unidos |
| 1       | Summer Romero      | Estados Unidos |
| 1       | Kristy Murphy      | Estados Unidos |
| 1       | Schuyler McFerran  | Estados Unidos |
| 1       | Joy Monahan        | Hawaí          |
| 1       | Lindsay Steinriede | Estados Unidos |
| 1       | Chelsea Williams   | Austrália      |
| 1       | Tory Gilkerson     | Estados Unidos |

| País           | Títulos |
| -------------- | ------- |
| Estados Unidos | 18      |
| Havaí [i]      | 6       |
| Austrália      | 1       |

| Continentes      | Títulos |
| ---------------- | ------- |
| América do Norte | 24      |
| Oceania          | 1       |

### Campeãs WSL Big Wave Championship Tour
| \| Ano \| Nome \| País \| \| ---- \| -------------- \| ----- \| \| 2016 \| Paige Alms \| Hawaí \| \| 2017 \| Paige Alms \| Hawaí \| \| 2018 \| Keala Kennelly \| Hawaí \| |                |       |
| Ano | Nome           | País  |
| 2016 | Paige Alms     | Hawaí |
| 2017 | Paige Alms     | Hawaí |
| 2018 | Keala Kennelly | Hawaí |